# 李山海
李山海（1539年7月20日—1609年8月23日），字汝受(여수)，號鹅溪(아계)，终南睡翁(종남수옹)，竹皮翁(죽피옹)，枾村居士(시촌거사），本贯韩山李氏，朝鲜王朝的政治家，作家，诗人。諡文忠。丽末鲜初儒臣李穑的七世孙，朝鮮王朝前期的死六臣之一白玉軒李塏的从孙、《土亭秘诀》的著者土亭李之菡的侄子。
李山海在1590年-1592年，1600年-1602年两次任領議政。朝鮮中期两班朋党東人党的领袖，东人分裂为南人（柳成龙等为首，稳健派）与北人時李山海作为激进派成为了北人党的领袖。擅长写文章，被称作“东史八文章”（李山海、崔岦、李纯仁、宋翼弼、崔庆昌、尹卓然、白光勋、河应临，八位朝鲜王朝时期的汉文学家）之一。

## 生平

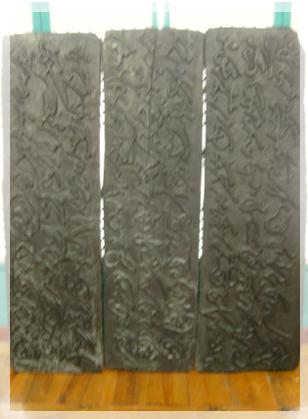
朝鮮作家和詩人李山海親刻木版。
（陶淵明的作歸去來辭）

李山海是1558年参加进士试合格， 1561年文科式年试合格。1562年升任弘文馆正字，修撰官，1564年为司谏院正言，1565年为吏曹佐郞， 1567年担任明朝访问使臣的接伴使（负责陪同的官员），1567年担任吏曹正郞，1570年任直提学和救荒摘奸御史。1571年为司谏院（主管谏议和弹劾官员）大司谏，1572年吏曹参议，1575年再任命为大司谏，1579年在大司谏任上被西人党的领袖尹斗寿、尹根寿兄弟和弹劾罢免。1580年出任刑曹判书（六曹的长官，相当于部长）。
1580年东人党就是否处死西人党领袖郑澈的问题分裂。李山海作为激进派，强烈要求杀死郑澈。東人党内部开始分裂，并最终分为南人北人两派，李山海为北人党的党首。1581年司宪府大司宪歷吏曹判书任，1584年加弘文馆大提學。
1585年在議政府左赞成(左副總理)，1588年在議政府右議政，1589年升任左議政，1590年升任領議政(首席總理，尚书令)。1592年壬辰倭乱发生时，因为首先倡导弃守汉城、逃亡开城而被弹劾罢职。政府逃亡平壤后，西人党再度弹劾已经被召回朝廷的李山海，被发配平海郡。1600年，62岁的李山海再任領議政，1601年获封爵位鹅城府院君（아성부원군）。

## 著作

### 图书
- “鹅溪集”（아계집）
- “鹅溪遗稿”（아계유고）

### 作品
- 赵光祖墓志铭
- 李彦迪墓志

## 詩
路傍寃

三人死路傍 皆是流離子

一爲烏鳶食 過者不忍視

一爲肌民斫 白骨無餘肉

一爲凶賊頭 函去賭黃甲

一死等是寃 淺深猶有異

人鳥尙可活 何如作凶醜
壯士怨
 

嶺南表有奇士 壯勇百夫特
 
一朝海寇來 安閑猶自若
 
荊妻不下機 老母在床席
 
出門但唾手 挺身恣馳突
  
一箭射巨酋 群醜自奔逐
 
公輸奪賊貨 袖有斬賊馘
 
官長本無厭 所欲非貨足
 
居然逢彼怒 縛虎何太急
 
朝家重爪牙 胡爲輕殺戮

古來固如此 含寃非爾獨
咏昭君（其一）

三千粉黛锁金门，

咫尺无由拜至尊。

不是当年投异域，

汉宫谁识有昭君。
咏昭君（其二）

世间恩爱原无定，

未必毡城是异乡。

何似深宮伴孤月，

一生难得近君王。

## 逸闻
- 野史传说李山海的父亲李之蕃曾作为朝天使去明朝，途经山海关时在梦中与夫人交合，暗自记下，回国后发现夫人怀孕，原来夫人当天也梦见与李之蕃交合，于是生下的儿子便被取名为“李山海”。[3]不过没有记录显示李之蕃去过明朝。
- 据说李山海在白天活动是没有影子的。[3]